# Maryam d'Abo
Maryam d'Abo (Londra, 27 dicembre 1960) è un'attrice e modella britannica.

## Biografia
Nata a Londra da padre olandese e madre georgiana e cresciuta tra Parigi e Ginevra, Maryam decise di diventare attrice all'età di 11 anni per la sua passione per i film di James Bond. Studiò al Drama Center di Londra mentre lavorava come modella nella pubblicità. Nel 1982 debuttò sullo schermo nel film britannico horror a basso costo Xtro - Attacco alla Terra (Xtro) dove impersonava una ragazza alla pari francese che diventava una "stanza di riproduzione aliena" (o "incubatrice umana") e recita in una scena integralmente nuda. In un'intervista alla rivista Femme Fatales nel 1994, d'Abo lo ricorda come un "film terribile". Tornò a recitare in un film horror in Vita notturna, un film per la tv del 1989.
Conquistò la celebrità grazie al ruolo della Bond girl Kara Milovy, l'innocente e vulnerabile violoncellista cecoslovacca che si innamora di James Bond in 007 - Zona pericolo. Quello rimane il suo film preferito; inoltre apparve in copertina di Playboy nel settembre del 1987 in concomitanza con l'uscita del film.
Dopo di ciò ottenne un buon successo col ruolo di un invasore alieno nelle miniserie televisiva statunitense Something is Out There, che fu seguita da una breve serie (sei episodi) sulla NBC con lo stesso titolo.
Nel 1992 interpretò, con grande successo di critica, il ruolo non protagonista di una pretenziosa ed occhialuta artista nella stravagante commedia britannica a basso costo Leon the Pig Farmer, che ricevette un'accoglienza positiva ai festival cinematografici di Venezia, Londra, Edimburgo e Palm Springs. Da allora ha avuto ruoli secondari in film a basso costo di genere horror o fantasy e in serie televisive come Tales From the Crypt, Red Shoe Diaries e La signora in giallo (Murder, She Wrote) e in film dedicati al mercato home video. Ha interpretato la madre di Keira Knightley nella versione televisiva del 2002 de Il dottor Živago ed è stata la regina Ecuba nell miniserie candidata all'Emmy Award Helen of Troy. Nel 2005 ha avuto una piccola parte nell'oscuro (ma di buon successo) film francese L'enfer, scritto in collaborazione con Krzysztof Kieślowski e in cui recitavano anche Emmanuelle Béart e Carole Bouquet. Nel 2002 d'Abo collaborò come autrice al libro Bond Girls Are Forever, un omaggio al ristretto cerchio di attrici che hanno interpretato il ruolo di "Bond girl". Il libro è poi diventato un documentario in DVD con d'Abo ed altre famose "Bond girl" come Ursula Andress. Il documentario è stato allegato come omaggio al DVD di La morte può attendere (Die Another Day).

## Vita privata
Nel novembre del 2003, d'Abo ha sposato il regista britannico Hugh Hudson, già autore di Momenti di gloria (Chariots of Fire). È prima cugina del cantante Mike d'Abo e dell'attrice Olivia d'Abo.

## Filmografia

### Cinema
- Xtro - Attacco alla Terra (Xtro), regia di Harry Bromley Davenport (1982)
- Until September, regia di Richard Marquand (1984)
- Il sole a mezzanotte (White Nights), regia di Taylor Hackford (1985)
- 007 - Zona pericolo (The Living Daylights), regia di John Glen (1987)
- Money - Intrigo in nove mosse (Money), regia di Steven Hilliard Stern (1991)
- Shootfighter - Scontro mortale (Shootfighter: Fight to the Death), regia di Patrick Allen (1993)
- Dangerous Desires, regia di Paul Donovan (1993)
- Una calda notte ai tropici (Tropical Heat), regia di Jag Mundhra (1993)
- Leon the Pig farmer, regia di Vadim Jean e Gary Sinyor (1993)
- Un gioco pericoloso (Stalked), regia di Douglas Jackson (1994)
- Double Obsession, regia di Vadim Jean e Gary Sinyor (1994)
- I ricordi di Abbey, regia di Mike Figgis (1994)
- Un single per due (Solitaire for 2), regia di Gary Sinyor (1995)
- Timelock, regia di Robert Munic (1996)
- An American Affair, regia di Sebastian Shah (1997)
- Savage Hearts, regia di Mark Ezra (1997)
- In fuga per cambiare (The Sea Change), regia di Michael Bray (1998)
- So This Is Romance?, regia di Kevin W. Smith (1998)
- The Point Men, regia di John Glen (2001)
- Trespassing, regia di James Merendino (2004)
- L'enfer, regia di Danis Tanović (2005)
- Dorian Gray, regia di Oliver Parker (2009)
- Altamira, regia di Hugh Hudson (2016)

### Televisione
- Behind Enemy Lines – film TV (1985)
- Gli idioti (Les Idiots) – film TV (1987)
- Something Is Out There – miniserie TV (1988)
- Vita notturna (Nightlife) – film TV (1989)
- TECXS – serie TV, 1 episodio (1990)
- Red Shoe Diaries – serie TV, 1 episodio (1992)
- La signora in giallo (Murder, She Wrote) – serie TV, episodio 8x14 (1992)
- Zivago – miniserie TV (2002)
- Bond Girls Are Forever – documentario TV (2002)
- Helen of Troy - Il destino di un amore (Helen of Troy) – miniserie TV  (2003)